# Israel Andrade
Israel Machado Campelo Andrade, más conocido como Israel (nacido el 17 de enero de 1960 en Salvador, Brasil) es un exjugador de baloncesto brasileño. Con 2.06 metros de estatura, jugaba en la posición de pívot.

## Trayectoria
- Libertas Livorno (1985-1986)
- Fabriano Basket (1986-1991)
- Basket Rimini (1991-1994)
- Pallacanestro Virtus Roma (1994-1995)
- Liga Angrense  (1996)
- Jacareí  (1997)
- Colegio Bandeirantes (1998)
- Grêmio Barueri (1999)
- Hebraica (2000-2002)

## Participaciones en competiciones internacionales

### Mundiales
- Colombia 1982 8/13
- España 1986 4/24
- Argentina 1990 5/16

### Juegos olímpicos
- Los Ángeles 1984 9/12
- Seúl 1988 5/12
- Barcelona 1992 5/12